# Taman Fatahillah

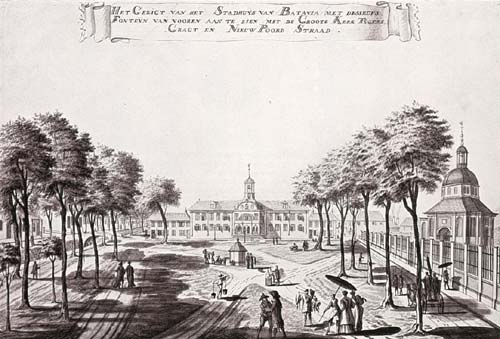
Tekening van het oude stadhuis en de Nieuwe Hollandse Kerk door Johannes Rach

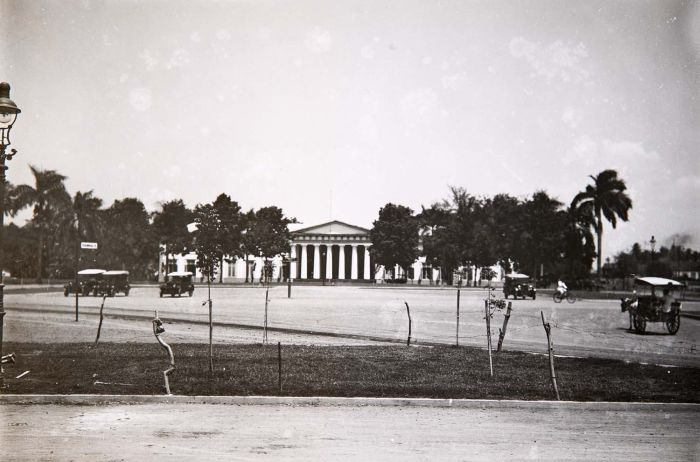
Paleis van Justitie.

Taman Fatahillah (voorheen Stadhuisplein) is een plein in de Indonesische stad Jakarta. Het plein is onderdeel van het historische deel van Jakarta.
Aan het plein bevindt zich het Museum voor Schone Kunsten en Keramiek in het voormalige Paleis van Justitie, het Wajangmuseum in het voormalige Museum ‘Oud Batavia’ van het Koninklijk Bataviaasch Genootschap van Kunsten en Wetenschappen op de plek van de Nieuwe Hollandse Kerk en het Museum Sejarah Jakarta in het voormalig stadhuis van Batavia. Het WEVA gebouw bevindt zich met de korte zijde aan het plein.